# Jehu Jones
Jehu Jones, Jr. (* 4. September 1786 in Charleston, South Carolina; † 28. September 1852 in Centerville, New Jersey) war ein US-amerikanischer lutherischer Geistlicher.

## Bedeutung
Jehu Jones war der erste lutherisch ordinierte Afroamerikaner, gründete eine der ersten afroamerikanischen lutherischen Gemeinden in den Vereinigten Staaten und beteiligte sich aktiv an der Verbesserung des sozialen Wohls der Afroamerikaner.

## Leben

### Frühe Jahre und Familie
Jones wurde als Sklave in Charleston in South Carolina geboren und nach seinem Vater, Jehu Jones Sr., benannt, einem Schneider, der sich im Jahre 1798 (gemeinsam mit seiner Frau Abigail, der Mutter seines Sohnes) freikaufte und später ein erfolgreicher Grundstücksinvestor und Gastwirt in Charleston wurde. Jehu Jones war von gemischter ethnischer Herkunft und konnte so Mitglied der privilegierten Mulattenelite Charlestons werden; sein Vater kaufte seinen ersten Sklaven im Jahre 1807. Jones übernahm die Schneiderei seines Vaters um 1816, der seine eigenen Kräfte auf ein Hotel konzentrierte, das er eröffnete, um weiße Reisende zu bedienen.
Jehu Jones Jr. war ursprünglich mit der Episkopalkirche der Vereinigten Staaten verbunden, trat aber der lutherischen Kirche bei. Damit gehörte er ab 1820 zur lutherischen Johannes-Gemeinde Charlestons. Nach dem Denmark-Vesey-Komplott von 1822 schränkte South Carolina die Rechte auch freier Afroamerikaner allerdings zunehmend ein.
Jehu Jones Bruder, der Missionar Edward Jones, war der zweite afroamerikanische College-Absolvent, und emigrierte später nach Freetown in Sierra Leone, wo er der erste Direktor des Fourah Bay College wurde.

### Geistliches Amt
Im Jahre 1832, ermutigt durch seinen Pastor John Bachman, reiste Jones nach New York, um sich von der dortigen Synode zum Missionar ordinieren zu lassen, da er den Posten eines Missionars in Liberia angenommen hatte. Dort wollte er mit befreiten Sklaven arbeiten, die von der American Colonization Society geschickt wurden und in diese neue Nation auswanderten.
Jones erreichte allerdings Liberia nicht, da er bei seiner Rückkehr nach Charleston nach seiner Ordination kurzzeitig inhaftiert wurde, weil er ein neues Staatsgesetz South Carolinas verletzt hatte, das nach dem Nat-Turner-Sklavenaufstand erlassen worden war und das Verbot für freie Afroamerikaner verstärkte, in den Staat zurückzukehren, was seine Mutter Abigail erlebt hatte, als sie einige Zeit vor 1827 von einer Reise nach New York zurückgekehrt war.
Nach dem Tod seines Vaters (und seiner eigenen Haftentlassung) im Jahre 1833 trat Jones sein Erbe an und zog nach Philadelphia. Im Juni ernannte die dortige Lutherische Kirche Jones zum Missionar für die afroamerikanische Bevölkerung der Stadt, die bereits von der St. Thomas’ Episcopal Church bedient wurde. Kurz danach entschieden er und seine Lutherische Paulus-Gemeinde, eine Kirche zu bauen, und kauften mit Unterstützung anderer lutherischer Gemeinden in der Region zwei Grundstücke an der Quince Street. Als 40 % der Baukosten zusammengekommen waren, weihten Pastor Jones und seine lutherischen Amtsbrüder Philip Mayer und Benjamin Keller das Gebäude im Jahre 1836 ein. Da drei Jahre später immer noch ungefähr 1300 $ zur Rückzahlung der Hypothek fehlten, wurde diese für verfallen erklärt und versteigert. Das Gebäude beheimatet jetzt den Mask and Wig Club.
Jones blieb in der afroamerikanischen Gemeinde Philadelphias aktiv, ebenso in der Staatspolitik Pennsylvanias und der nationalen Colored Conventions Movement, bis mindestens 1851, dem Jahr vor seinem Tod. Im Jahre 1845 half er, eine Zusammenkunft zu organisieren, um freigelassene Afroamerikaner für eine Bürgerrechtspetition zu vereinen. Er und die Paulus-Gemeinde waren ferner in der Gesellschaft für moralische Reform und Verbesserung tätig, einer Gruppe afroamerikanischer Kirchen, deren Ziel es war, die sozialen Bedingungen für die Afroamerikaner in Philadelphia zu verbessern. Jones gründete ferner lutherische Kirchen (mit Gemeinden aller Rassen) in Gettysburg und Chambersburg.

## Vermächtnis
Der Kalender der Evangelisch-Lutherischen Kirche in Amerika erinnert am 24. November an den Pfarrer, gemeinsam mit Justus Falckner und William Alfred Passavant. Im Jahr nach seinem Tod ordinierte die Methodistische Kirche den ebenfalls in Charleston geborenen und nach Pennsylvania gezogenen Daniel Payne zu ihrem ersten afroamerikanischen Bischof. (Payne hatte um 1835 am Lutherischen Seminar in Gettysburg studiert und wurde 1837 in Fordsbush, Montgomery County, New York, von John D. Lawyer von der Franckeschen Synode ordiniert. Er diente zunächst der Liberty Street oder African Presbyterian Church in Troy, New York. In dieser Kirche folgte ihm Henry Highland Garnet. Payne hatte ein Stipendium am Lutherischen Seminar und anscheinend ein lutherisches Bekenntnis, erkennbar am Stipendium und der Tatsache, dass er bei der Franckeschen Synode eingeschrieben blieb, nachdem er 1842 der African Methodist Episcopal Church beitrat und erster afroamerikanischer College-Präsident wurde. Der lutherische Kalender erinnert an Payne, der 1856 mithalf, die Wilberforce University in Ohio zu gründen, am 2. November.) Obwohl sich die Paulus-Gemeinde wenige Jahre nach Jones’ Tod auflöste, erhebt sich ihr früheres Gebäude noch immer in Philadelphia.

## Quelle
Der Artikel wurde ursprünglich aus der englischen Wikipedia übersetzt, deren Quelle hierzu:
- African American Registry: From slavery to ministry, Jehu Jones! (Memento vom 7. Februar 2009 im Internet Archive), Quelle dieser Seite ist:
- Marvin Andrew McMickle: An Encyclopedia of African American Christian Heritage, Judson Press, Copyright 2002, ISBN 0-8170-1402-0